# Хомпате-Арбу-Сара
Хомпате-Арбу-Сара (перс. خمپته اربوسرا) — село в Ірані, у дегестані Рахімабад, у бахші Рахімабад, шагрестані Рудсар остану Ґілян. За даними перепису 2006 року, його населення становило 330 осіб, що проживали у складі 85 сімей.

## Клімат
Середня річна температура становить 15,06°C, середня максимальна – 29,05°C, а середня мінімальна – 1,18°C. Середня річна кількість опадів – 1093 мм.
| Клімат поселення                              | Клімат поселення | Клімат поселення | Клімат поселення | Клімат поселення | Клімат поселення | Клімат поселення | Клімат поселення | Клімат поселення | Клімат поселення | Клімат поселення | Клімат поселення | Клімат поселення | Клімат поселення |
| Показник                                      | Січ.             | Лют.             | Бер.             | Квіт.            | Трав.            | Черв.            | Лип.             | Серп.            | Вер.             | Жовт.            | Лист.            | Груд.            |                  |
| Середній максимум, °C                         | 11,26            | 11,34            | 12,91            | 17,91            | 22,20            | 26,82            | 29,05            | 28,95            | 25,14            | 21,61            | 17,31            | 12,90            |                  |
| Середня температура, °C                       | 6,21             | 6,31             | 7,86             | 12,87            | 17,16            | 21,78            | 24,64            | 24,56            | 20,74            | 17,22            | 12,90            | 8,50             |                  |
| Середній мінімум, °C                          | 1,18             | 1,27             | 2,82             | 7,82             | 12,10            | 16,74            | 20,24            | 20,15            | 16,35            | 12,83            | 8,50             | 4,10             |                  |
| Норма опадів, мм                              | 91               | 80               | 81               | 45               | 47               | 38               | 34               | 56               | 133              | 217              | 152              | 119              |                  |
| Середньомісячна швидкість вітру, м/с          | 2.37             | 2.49             | 2.50             | 2.40             | 2.34             | 2.27             | 2.56             | 2.20             | 2.03             | 2.10             | 2.10             | 2.30             |                  |
| Середньомісячна сонячна радіація, кДж/м²·день | 7233             | 9258             | 11214            | 15270            | 19286            | 20785            | 21336            | 18147            | 14689            | 10779            | 8758             | 6908             |                  |
| --------------------------------------------- | ---------------- | ---------------- | ---------------- | ---------------- | ---------------- | ---------------- | ---------------- | ---------------- | ---------------- | ---------------- | ---------------- | ---------------- | ---------------- |
| Джерело:                                      |                  |                  |                  |                  |                  |                  |                  |                  |                  |                  |                  |                  |                  |